# Santiago de Santiago
Santiago de Santiago Hernández (Navaescurial, Àvila, 25 de juliol de 1925 - Madrid, 4 de febrer de 2023) va ser un escultor i pintor  espanyol. Artista autodidacta, va estudiar escultura a França, Itàlia i Japó.
A Tortosa hi té un conjunt d'escultures dins dels Jardins del Príncep, un espai verd que fou inaugurat pel llavors príncep Felip -d'aquí el seu nom- el 1991.

## Reconeixement
- 1976 Creu Militar amb distintiu Blanc de 1a Classe
- 1972 Medalla Or i brillants S.E.K.
- Medalla d'Or al Mèrit en el Treball.
- 1971 Premi Extraordinari Princesa Sofia de l'Associació Espanyola de Pintors i Escultors.

## Monuments
- “Amigos”, Plaza Federico Mahou (Madrid)
- al Niño, Jardines de San Francisco (Madrid)
- Ruiz Jiménez (Jaén)
- Manuel Salces (Santander)
- General Fernández Capalleja (Melilla)
- Rojas Navarrete en siete campamentos de Milicias Universitarias de España.
- Los Caídos, Regimiento de Transmisiones de El Pardo.
- Gregorio Alcalá (Cuenca).
- Gustavo Adolfo Bécquer (Madrid).
- Muertos de la Legión (Zaragoza).
- Bimllenario de Lugo (Lugo).
- Rubén Darío (Càdis), (Àvila), (Segovia) i (Alacant)
- Fofó, Parque de Atracciones (Madrid)
- al Amor, Playa de Aro (Girona)
- Álvaro Iglesias (Madrid)
- Goya, Piedrahita (Àvila)
- Santiago Bernabéu (Madrid)
- La Madre Soltera, Leganés (Madrid)
- Evasión, A.S.R. (Segovia)
- Cenit, A.S.R. (Segovia)
- Leil Voliv, A.S.R. (Segovia)
- La Abuelita (Sòria)
- Colegial, Portland, Oregón (Estats Units)
- Labor Deportiva S.E.K. (Madrid)
- Golf, Villamartín (Alacant)
- Plutarco Elías Calles, Fundación P.R.I. (Mèxic D.F.).
- Francisco de Goya, Fuendetodos (Saragossa).
- Arzobispo Carrillo Acuña (Alcalá de Henares).
- Clara de Campoamor (Madrid).
- “Los Niños de la Bola”, Colegio San Ildefonso (Madrid).
- “La Salida”, Polideportivo de Aluche (Madrid).
- “D. Quijote” (Mèxic D.F.)
- “Quijote 2000”, Museo Cervantino (Guanajuato, Mèxic)
- “Hospital San Rafael”
- “Colegios S.E.K.”(València i Segòvia)
- Universidad del Tepeyac (Mèxic)
- S.A.R. el Príncipe de Asturias en Villaviciosa de Odón (Madrid)
- "La Salida”, León, Guanajuato (Mèxic).
- “Amigos” (Oviedo)
- “Fuente España” (Santiago de Xile)
- “Mavi” (Oviedo)
- "La bailarina" (Oviedo)
- “El Marqués del Duero” (Marbella)
- Mausoleo Lola y Antonio Flores
- “Sol de España” y “Danza I” (Japó)
- 4 esculturas monumentales en Marbella
- Escultura monumental en “Parque España” (Japó)
- “Proyección Faústica” a 8 m Colegio Internacional de Levante
- Benito Pérez Galdós (Santander)
- Monumento a Arturo Fernández, al Parc de Priañes (Oviedo)
- “La Mujer Aguileña”, Águilas (Murcia).
- “San Pedro”, San Pedro de Alcántara (Màlaga).
- “Caballero Templario Peregrino”, (Santiago de Compostela).
- “Los Ángeles de Puebla” (Mèxic)
- Fernando VI. Aranjuez (Madrid)
- Paco Rabal. Águilas (Murcia)
- Cervantes. Torrelavega (Cantabria) y Guanajuato (Mèxic)
- Virrey D. Joaquín del Pino y Rozas. Baena (Córdova)
- Dos Grupos Escultóricos. Alcorcón (Madrid)
- “Nacimiento y Creación de Navalcarnero”. Navalcarnero (Madrid)
- “Hola”. Coin (Málaga)
- Isabel la Católica. Medina del Campo (Valladolid) i Alcalá de Henares
- Cervantes. Patras (Lepanto). Grecia
- Guardia Civil. Mérida (Badajoz)
- “Limpiabotas”. Haro (La Rioja)
- “Al Abulense Emprendedor”, Navaescurial (Àvila)
- “La Piedad” (Oviedo)

## Galeria

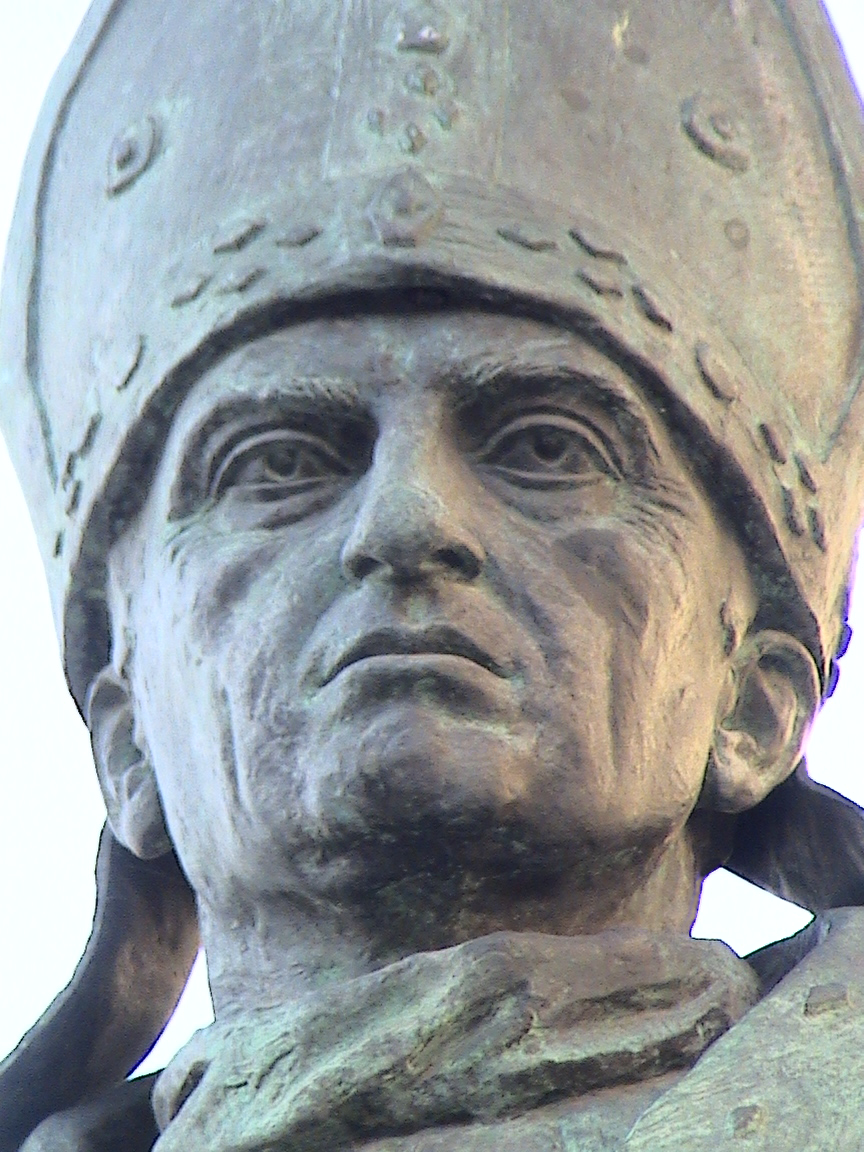
"Arzobispo Alfonso Carrillo de Acuña" (1987) en Alcalá de Henares.
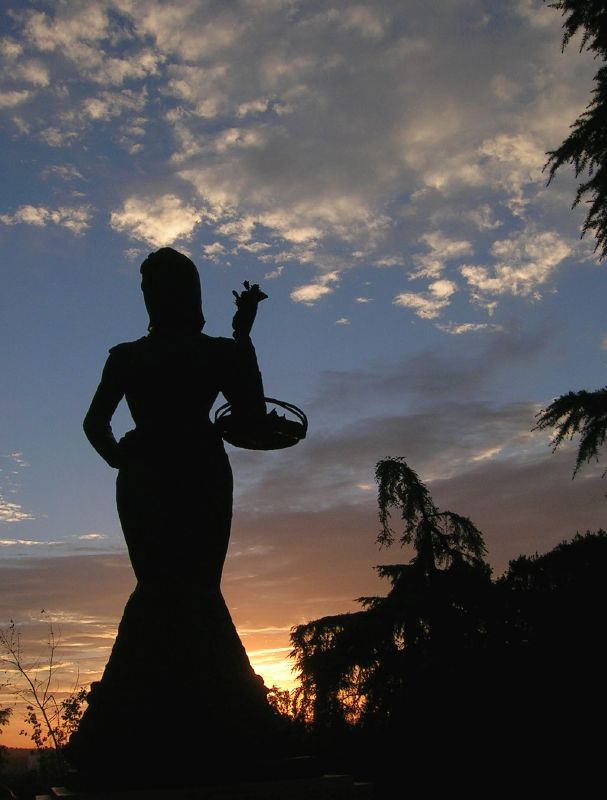
"La Violetera" (1991) en Madrid.
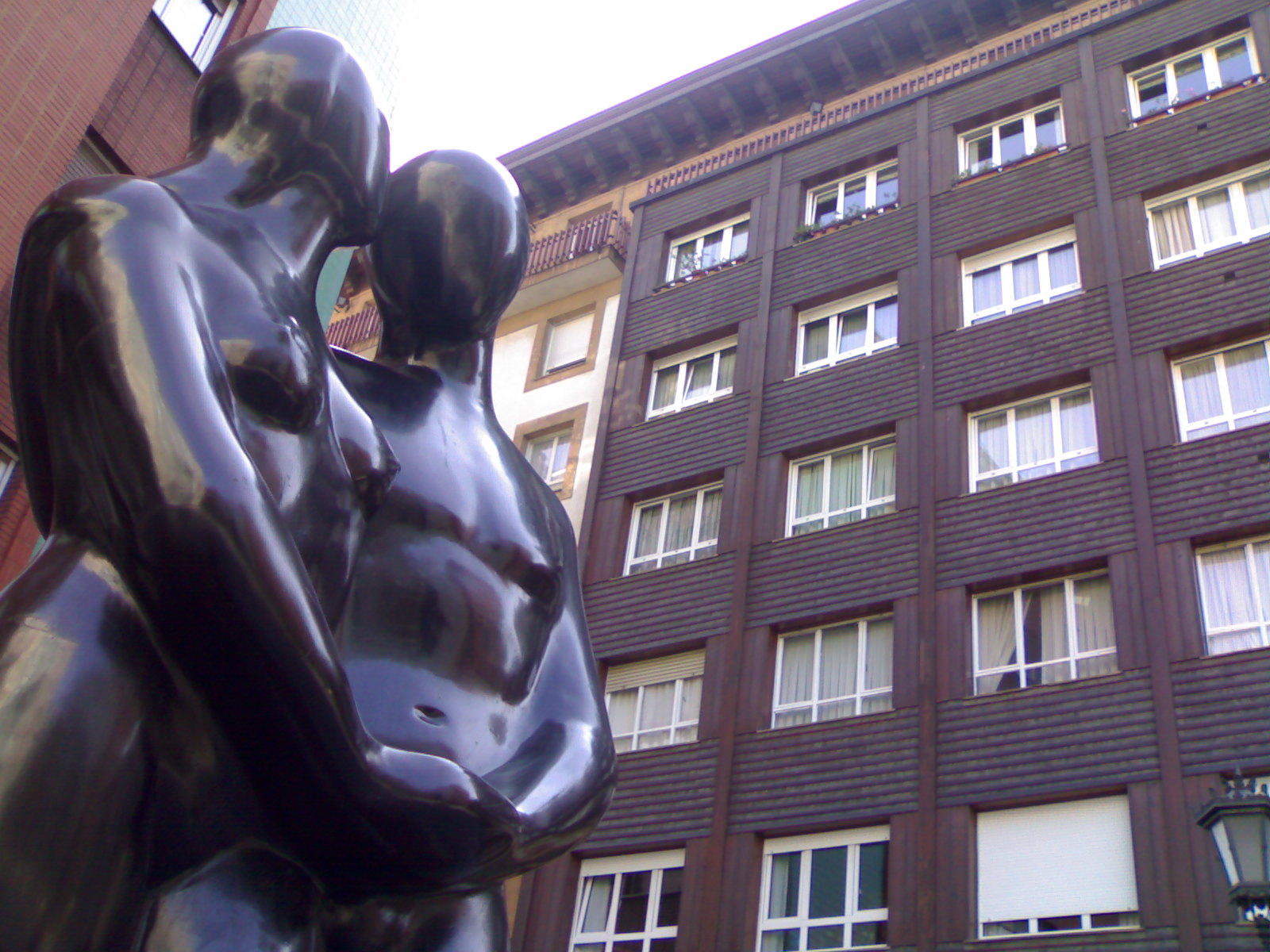
"Amigos" (2007) en Oviedo.
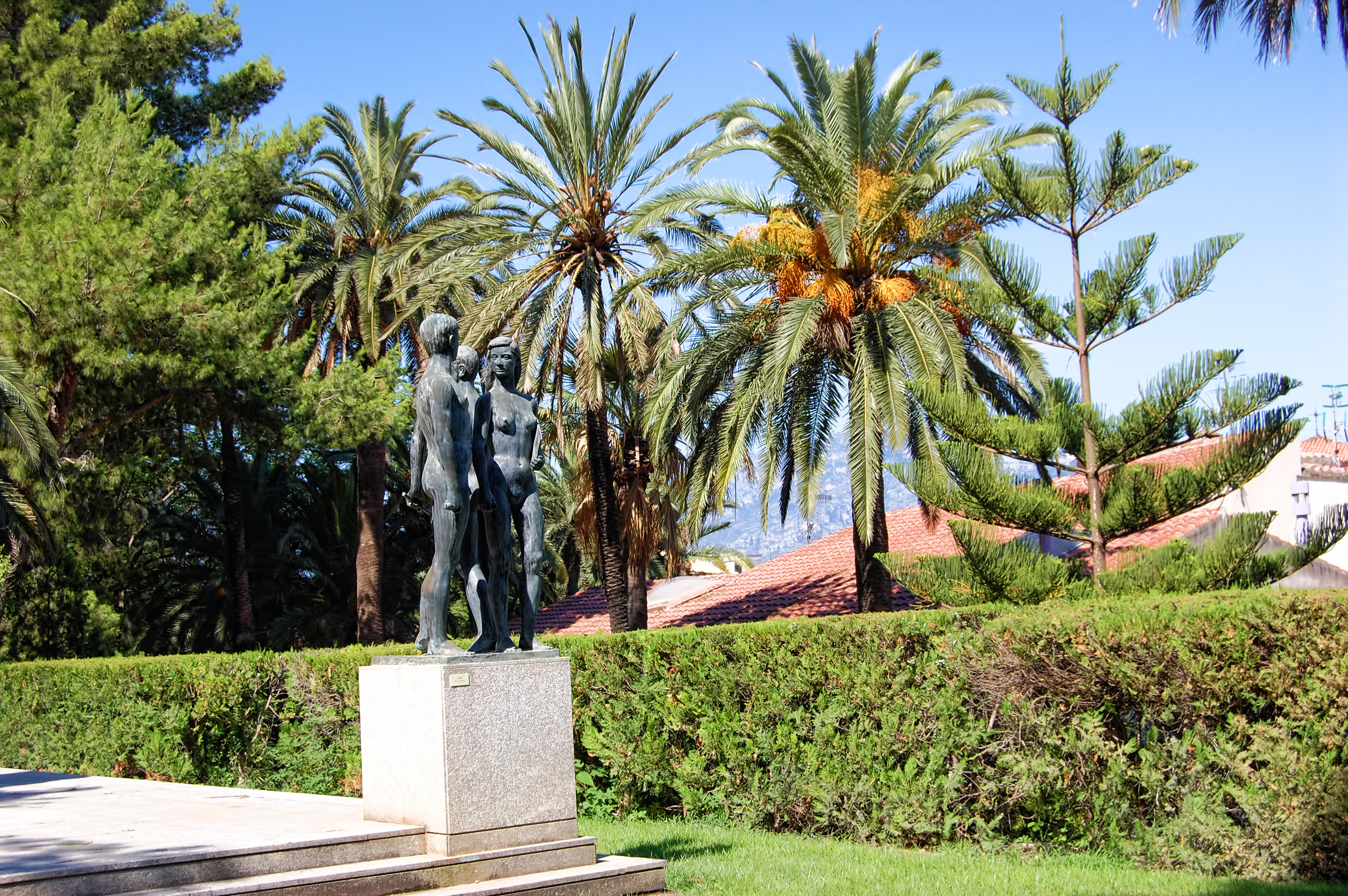
Una de les escultures als Jardins del Príncep, a Tortosa.